# Urijah Faber
Urijah Christopher Faber (Isla Vista, 14 mei 1979) is een Amerikaans MMA-vechter. Hij was van 14 november 2004 tot december 2006 wereldkampioen in het bantamgewicht (tot 61 kilo) van de organisatie King of the Cage (KotC) en van 17 maart 2006 tot 5 november 2008 de wereldkampioen vedergewicht (tot 66 kilo) van World Extreme Cagefighting (WEC). Hij verdedigde allebei deze titels vijf keer met succes, binnen beide organisaties vaker dan elke andere kampioen. Faber stond drie keer in een titelgevecht om het wereldkampioenschap bantamgewicht bij de UFC, maar verloor deze alle drie.

## Carrière
Faber is van Nederlandse afkomst via zijn vaders kant en van Italiaanse, Engelse en Ierse langs die van zijn moeder. Hij deed in zijn jeugd aan worstelen. Op 12 november 2003 kwam hij voor het eerst uit in een MMA-wedstrijd. Die dag versloeg hij Jay Valencia binnen anderhalve minuut door middel van een verwurging (guillotine choke).

### King of the Cage
Faber won zijn eerste vier partijen allemaal en debuteerde daarna binnen de organisatie King of the Cage (KotC). Hier boekte hij tegen Rami Boukai zijn vijfde zege op rij (verdeelde jurybeslissing). Omdat de KotC-titel in het bantamgewicht vacant was, kreeg Faber in zijn volgende partij de kans om die te winnen. Hij versloeg Eben Kaneshiro via submissie in de derde ronde en werd zo de nieuwe kampioen. Faber verdedigde zijn titel daarna tegen achtereenvolgens Hiroyuki Abe (technisch knock-out, TKO), Shawn Bias, Charles Bennett, Charlie Valencia (alle drie middels verwurging) en Bibiano Fernandes (TKO). Tussendoor bracht Tyson Griffin Faber in september 2005 zijn eerste nederlaag toe (TKO), maar dat gebeurde in een gevecht bij een andere organisatie. Hij stond zijn KotC-titel in december 2006 vrijwillig af om exclusief bij World Extreme Cagefighting te gaan vechten.

### World Extreme Cagefighting
Nog terwijl hij regerend KotC-kampioen bantamgewicht was, vocht Faber in maart 2006 zijn eerste partij binnen de organisatie World Extreme Cagefighting (WEC). Hier sloeg hij in zijn debuutpartij Cole Escovedo TKO en nam daarmee diens WEC-titel in het vedergewicht over. Ook die verdedigde hij vijf keer. Ditmaal versloeg Faber achtereenvolgens Joe Pearson, Dominick Cruz, Chance Farrar, Jeff Curran (alle vier middels submissie) en voormalig UFC-kampioen lichtgewicht Jens Pulver. Tegen Pulver moest hij voor het eerst in zijn carrière vijf ronden van vijf minuten volmaken, maar na afloop wees de jury hem als winnaar aan. Mike Brown nam Faber in november 2008 uiteindelijk zijn titel af (TKO), zijn tweede nederlaag in 23 gevechten. Faber kreeg twee keer de kans opnieuw WEC-kampioen vedergewicht te worden, maar verloor ook een rematch van Brown (unanieme jurybeslissing) en legde het in april 2010 af tegen Browns opvolger José Aldo (unanieme jurybeslissing). Na zijn nederlaag tegen Aldo keerde Faber terug naar het bantamgewicht.

### UFC
Nadat de UFC World Extreme Cagefighting opkocht, verhuisde Faber mee. Hij maakte in maart 2011 zijn debuut binnen de organisatie met een overwinning op Eddie Wineland (unanieme jurybeslissing). Vier maanden later vocht hij voor de tweede keer tegen Dominick Cruz, nu om de UFC-titel bantamgewicht. Ditmaal was Cruz titelverdediger en Faber de uitdager. Na vijf ronden van vijf minuten wees de jury zijn tegenstander aan als winnaar. De UFC zette een nieuw titelgevecht tussen de twee op het programma in juli 2012, alleen raakte Cruz voordien geblesseerd. Faber nam het die dag daarom op tegen Renan Barão voor een interim-titel in de gewichtsklasse. Hij verloor middels een unanieme jurybeslissing.
Faber herstelde zich met vier opeenvolgende overwinningen en verdiende zo alsnog een tweede UFC-titelgevecht. Tegen Barão, want die was inmiddels gepromoveerd tot algeheel UFC-kampioen bantamgewicht. Cruz had zijn titel wegens aanhoudend blessureleed afgestaan. Faber kon Barão opnieuw niet aan en verloor ditmaal middels TKO in de eerste ronde. Hij won drie van zijn volgende vier partijen, waarop de UFC Faber op 37-jarige leeftijd een derde gevecht om de bantamtitel gunde. Daarmee kwam er in juni 2016 ook een derde deel in zijn tweestrijd met Cruz, die na ruim 35 maanden afwezigheid weer was gaan vechten en in januari 2016 de titel had heroverd. De twee maakten net als bij hun vorige ontmoeting 25 minuten vol, waarop de jury opnieuw Cruz aanwees als winnaar. Faber verloor in september 2016 vervolgens middels een unanieme jurybeslissing van Jimmie Rivera. Dit was de eerste keer in zijn carrière dat hij twee partijen op rij verloor. Hij kondigde daarop aan dat zijn volgende gevecht zijn laatste zou zijn. Dit kwam er op 17 december 2016. Die dag zwaaide hij af met een overwinning (unanieme jurybeslissing) op Brad Pickett.
Faber keerde op 13 juli 2019 na ruim 2,5 jaar afwezigheid terug in de UFC-kooi om het op te nemen tegen Ricky Simon. Hij had die dag 46 seconden nodig om de snelste overwinning in zijn carrière te boeken. Nadat hij Simon vloerde met zijn rechtervuist, gaf hij die geen kans meer om daarvan te herstellen, stopte de arbitrage de partij en won Faber op basis van een TKO. Faber leed op 14 december 2019 zijn elfde nederlaag in zijn carrière en zijn vierde door middel van een knock-out. Petr Yan schopte hem die dag in de derde ronde tegen zijn hoofd en beëindigde daarbij hun gevecht (via knock-out). 

## Team Alpha Male
Faber richtte in 2004 MMA-school Team Alpha Male op. Hier leiden zijn team en hij vechtsporttalenten op tot profsporters. Voorbeelden daarvan zijn wereldkampioenen T.J. Dillashaw en Cody Garbrandt en The Ultimate Fighter seizoen 18-winnaar Chris Holdsworth.